# 야나기 유타로
야나기 유타로(일본어: 柳 雄太郎, 1995년 9월 18일~)는 일본의 축구 선수이다.

## 구단 경력
그는 2018년 J3리그의 YSCC 요코하마에 입단했다. 2024년까지 164경기에 출전하여, 11득점을 넣었다. 2025년 가마타마레 사누키로 이적했다.